# Abric Romaní
Abric Romaní även känd som Abric Romaní de Capellades är en arkeologisk fyndplats med unika och viktiga fynd av neandertalare. Då trämaterial har bevarats ger platsen en insikt i neandertalarnas bearbetning av trä vilket är unikt. Platsen ligger 60 meter över den nuvarande nivån i floden Noya, på en höjd av 300–320  m ö.h. Lokalen är belägen i kommunen Capellades, ungefär 50 km från Barcelona (Spanien). De första arkeologiska artefakterna upptäcktes 1909 av Amador Romaní, som senare gav namn till härbärget (det hette tidigare Balma del Fossar Vell). Platsen är huvudsakligen daterad till senmedelpaleolitikum, från 70 000 till 39 000 år sedan (BP), då neandertalare var bosatta på platsen. Närvaron av en aurignacien i det yngsta lagret, daterat till cirka 39 000 år f.Kr., visar att moderna människor anlände till platsen vid denna tid. 

## Beskrivning
Abric Romaní har ett 17 meter tjockt lager av travertin som ligger under klipporna som kallas Cingles d'El Capelló på katalanska, bildade av gamla terrasser och travertinfontäner (tuffgrop) som korsar den kustnära bergskedjan i höjd med staden Capellades. Brec Romani är ett klippöverhäng. Platsen ligger på en brant sluttning. Området är av stort geologiskt värde. Geologiskt sett är berget format av travertin, en typ av sedimentär kalkbergart som bildas då kalk fälls ut ur varmt kalkhaltigt vatten. Abric Romaní bildas av en cirka 20 meter tjock avsättning. Det har också ett stort arkeologiskt värde. 2011 kände man till 27 lager i en serie med arkeologiska fynd från olika tidsepoker. Alla nivåerna härrör från mellanpaleolitikum, utom nivå A som hör till senpaleolitikum. Inga mänskliga kvarlevor har hittats på platsen. De äldsta lagren går tillbaka till mellersta paleolitikum med en ålder uppskattad till cirka 56 000 år. Fossiliseringen av träverktyg gör fyndplatsen till en av de viktigaste vad gäller neandertalare.

## Historia

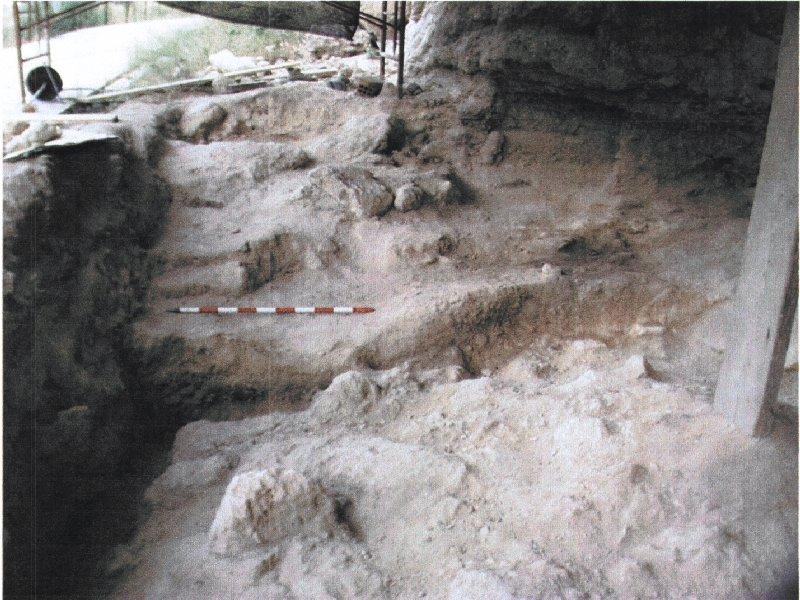
Vy från ovan över platsen Agut Romani, de arkeologiska utgrävningsområden nedan.

Platsen exploaterades som stenbrott under 1300- och 1400-talen. Under 1800-talet användes platsen som begravningsplats, under namnet Balma del Fossar Vell. Abric Romaní upptäcktes 1909 av Amador Romaní Guerra. Samma år 1909 påbörjade arkeologen Amador Romaní utgrävningar där och flyttade de mänskliga kvarlevorna till Capellades-kyrkogården. Före det spanska inbördeskriget utfördes utgrävningarna av katalanska institut d'Estudis under ledning av Norbert Font i Sagué och Lluís Maria Vidal. Med början på 1950-talet ägnade Eduard Ripoll och Henry de Lumley 15 år åt undersökningar på platsen. Sedan 1989 har denna uppgift tagits över av institutionen för förhistoria vid universitetet i Rovira i Virgili i Tarragona.

## Geologi

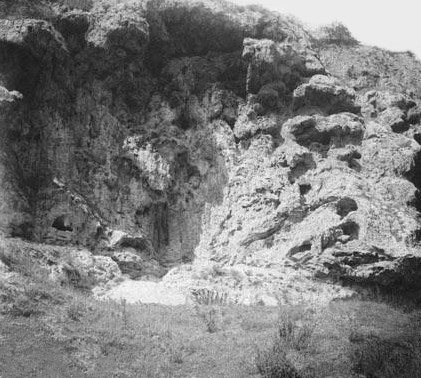
Skyddet sett framifrån, längst upp ses rester av tuffkupolen

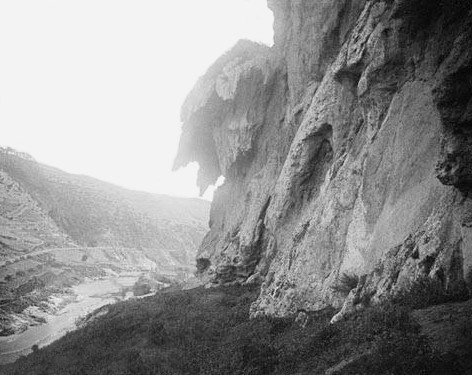
Abric Romaní, rester av fossil tuff.

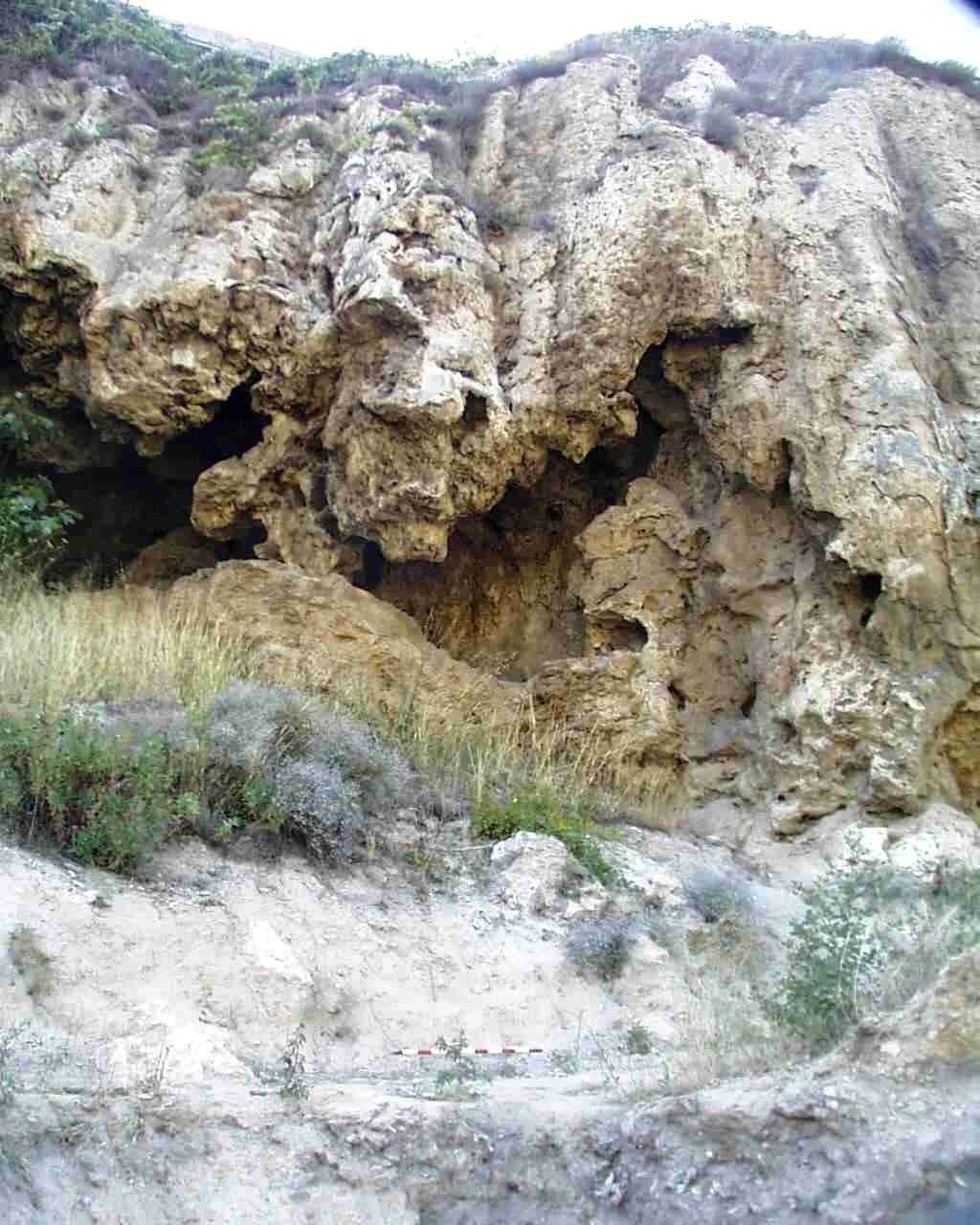
Den närliggande arkeologiska platsen Balma dels Pinyons, under samma klippa.

Det kupolformade taket på bergskyddet är en gammal fossiliserad kalktuff som bildades vid den så kallade kaplansklippan (Cingles d'El Capelló). Abric i sig bildar ett hålrum som verkar vara ett gammalt utflöde av vatten som är mycket rikt på kalciumkarbonat, vilket möjliggjort bildandet av travertiner, kalkhaltiga sedimentära bergarter. Geologiskt finns fem faser registrerade på platsen. Från den nyaste (fas I) till den äldsta (fas V). Platsen har eroderats kraftigt och kupolen har till stor del kollapsat. Kol-14 och uran-torium-datering av sedimentära fyllningar och arkeologiska lämningar har gett ett kronologiskt intervall från 70 000 till 39 000 år före nutid (BP).
- Fas I: den slutliga fyllningen bestod i huvudsak av en långsam sedimentationsfas som huvudsakligen består av fragment av stalagmiter och lössjordar.
- Fas II: var en dräneringsfas som bildade kupoler av travertin.
- Fas III: den basala avsatsen bildas av gravitationssediment i vattenlinjen. Denna fas motsvarar de arkeologiska nivåerna I och H.
- Fas IV: domineras av fallande stora stenblock.
- Fas V: avlagringar som bildas av fallande stenblock omväxlande med episoder av sedimentering i vatten.

## Paleoklimat
Pollenanalyser utförda av F. Burjachs-Julià har gjort det möjligt att bestämma de olika klimatperioderna med olika växtarter som kvalitetsindikatorer för att bestämma den paleoekologiska utvecklingen på platsen. Platsen har fem paleoklimatiska faser.
- Från 70 200 till 65 500 år sedan (B.P.): den varmaste fasen av bosättningen, trädpollen är 88 % av det totala antalet pollen. Den viktigaste av de värmekrävande växtarterna är ek (Quercus) och oleaceae-släktet Phillyrea.
- Från 65 000 till 56 800 år BP.: avkylning som kännetecknas av skogar av tallar (släktet Pinus), som når  72 %, en (Juniperus), salvia (släkte Artemisia) och gräs  (poaceae), som kännetecknar hela sekvensen.
- Från 56 800 till 49 500 år BP: omväxlande varma och kalla faser. Liksom i föregående sekvens finns gråbo, gräs och tall. Förekomsten av värmekrävande växter tyder dock på att det förekom varmare perioder under denna kalla period.
- 49 500 till 46 200 år BP.: kallt och torrt klimat med de lägsta nivåerna av trädpollen samt närvaron av Asteraceae och gräs.
- 46 200 till 40 800 år BP.: uppvärmning kännetecknad av utbredningen av tall och en, samt en ökningen av ek och syrenväxter.

## Fynd av avgjutningar av trä

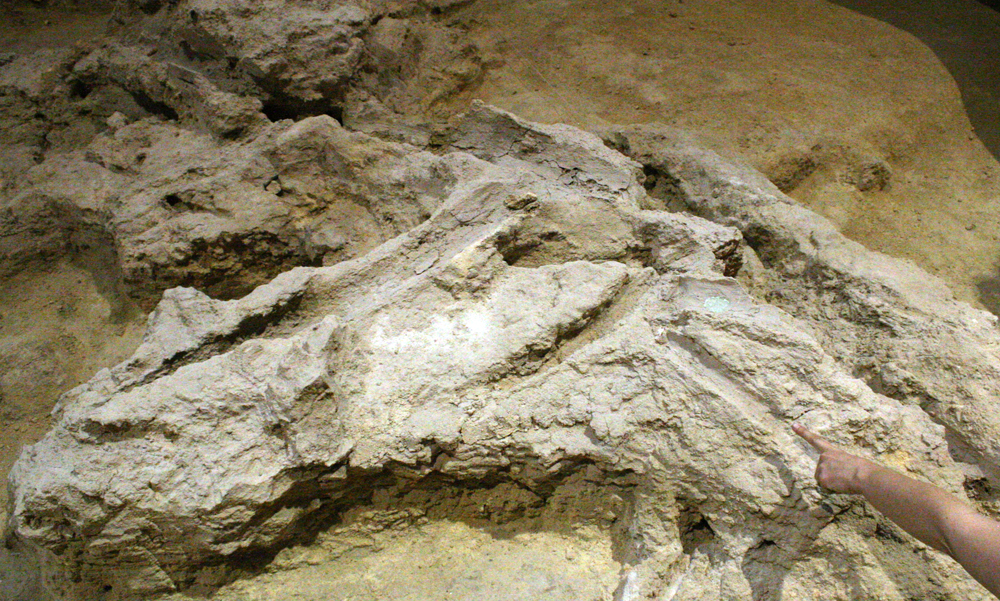
Naturliga travertinavgjutningar av trä från mellanpaleolitikum.

I Abric Romaní har rester av trä täckts av en översvämning med bråte och lera och mycket kalkhaltigt vatten. Vattnet, som var mycket berikat med kalciumkarbonat, gjorde att ett lager travertin bildades, vilket ledde till att träet eller avtryck av träet blev bevarat i kalkstenen. Fyndomständigheterna är unika i världen. Dessa fossiliserade lämningar gör det möjligt att studera hur neandertalarna högg ner träd, arbetade med trä och organiserade sina liv då de byggde hyddor i bergskyddet. Till exempel hittades avbildningen av en lång träbit, cirka fem meter lång och 6 cm tjock i ena änden och 3 cm i den andra, och mer än 55 000 år gammal. Den har identifierats som en tallgren som användes för att bygga en hydda inne i skyddet. Totalt har cirka 100 träverktyg och cirka 300 eldstäder identifierats på platsen, vilket gör det till en av de viktigaste arkeologiska platserna i Europa när det gäller kvarlevor av neandertalhärdar. De mer än hundra bitar av trä som hittills har hittats ger en inblick i hur neandertalarna arbetade och använde trä. De senaste årens fynd av träfossil är de äldsta kända bevarade verktygen i form av spadar och knivar. Dessa objekt tillverkade för över 50 000 år sedan. 

## Stenteknologi
Sättet att tillverka stenredskap på platsen varierar mellan olika tider av bosättningen. Från analysen av denna tillverkning kunde man urskilja två typer av neandertalarnas bosättning på platsen. Å ena sidan kortvariga vistelser, som kännetecknas av upprepningar av de aktiviteter som då utfördes på platsen. Långvariga bosättningar kännetecknades av mer varierade och hela tillverkningsprocesser av stenredskap. Analyserna av materialet gjorde det möjligt att fastställa vilka av de använda verktygen som var avsedda för behandling av växter, slakt av djur och behandling av skinn. De grupper som bodde i bergrummet utnyttjade material som fanns närmast boplatsen kalksten, travertin, kvarts utan särskild planering. Dessa typer av material har gett kompletta arbetskedjor. Andra råmaterial, som flinta av högre kvalitet, från mer avlägsna platser, har bearbetats upprepade gånger till de har slitits ut helt.